# 아시시
아시시(이탈리아어: Assisi)는 이탈리아 움브리아주 페루자도에 위치한 코무네다. 몬테 수바시오의 서쪽 저지대에 위치해있다.
1208년에 프란치스코 수도회를 조직한 아시시의 프란치스코와 그녀가 죽은 뒤 빈자 클라라 수녀회가 된 빈자 자매회를 조직한 아시시의 클라라(Chiara d'Offreducci)의 출생지이다. 13세기에 건립된 성 프란체스코 성당에는 귀중한 유적이 많으며, 그 외에도 유명한 성당이 많다. 순례객과 관광객의 발길이 끊이지 않는 도시이다.
1986년 이래로 세계 종교 지도자 서미트가 비(非)정기적으로 열리는 도시이기도 하다.

## 역사
기원전 1000년경에 이주민의 무리가 테베레 계곡 위쪽의 아드리아해까지 정착을 하였고, 또한 아시시의 인근도 마찬가지였다. 이들은 움브리아인들이며, 고지에 요새화된 작은 정착지에 살았다. 기원전 450년부터 이 정착지들은 에트루리아인들의 손에 넘어갔다. 로마인들은 기원전 295년에 벌어진 센티눔 전투 결과로 인하여 이탈리아 중부의 지배권을 가져갔다. 그들은 몬테 수바시오의 단구에 풍요로운 뮤니시퓸인 아시시움(Asisium)을 건설하였다. 아시시에서는 성벽, 포룸(오늘날에는 피아자 델 코무네, Piazza del Comune), 극장, 원형 경기장, 미네르바 신전(오늘날은 산타 마리아 소프라 미네르바 성당으로 바뀜) 같은 옛 로마 흔적들을 여전히 볼 수 있다. 또한 1997년에는 폼페이같은 드문 상태의 프레스코화와 모자이크가 잘 보존된 방이 있는 고대 로마의 빌라 유적지가 발견되기도 하였다.
기원후 238년, 아시시는 코스타노에서 순교한 루피노 주교에 의해서 기독교화가 되었다. 전승에 의하면, 그의 유해가 아시시에 있는 산 루피노 대성당에 안치되어있다고 한다.
동고트족의 왕 토틸라가 545년에 이곳의 대부분을 파괴했다. 그 이후로 아시시는 롬바르드령의 일부로서 롬바르드족의 지배하에 있었으며 그후에는 프랑크족 계열의 스폴레토 공국의 지배를 받았다.
11세기에 기벨린의 독립 코무네가 되면서 번영하는 코무네가 되었다. 끊임없이 구엘프 세력인 페루자와 갈등을 겪었고, 그 많은 싸움중에서도 폰테 산 조반니(Ponte San Giovanni)에서 열린 전투에서 프란체스코 디 베르나르도네(Francesco di Bernardone, 아시시의 프란체스코)는 포로로 잡혔고, 이 사건으로 인해 그는 거지로서 살게 되었고, 세상에 프란치스코회의 설립과 선언을 알렸다.
남아있는 로마 시대 성벽에 얽메이던 도시는 13세기에 성벽 밖으로 확장하기 시작하였다. 이 시기의 도시는 교황의 관할구역이였다. 도시에 있는 높은 언덕 꼭대기에 있는 로카 마조레 요새는 1189년에 시민들에 의해서 약탈되었고, 1367년에 교황 특사인 힐 데 알보르노스의 명령에 의해 다시 세워졌다.
페루자의 지배를 받은 아시시는 몰락이 시작되었고 나중에는 직업군인 비오르도 미켈로티, 잔 갈레아초 비스콘티 그리고 그의 후임자인 밀라노 공작 프란체스코 소포르차 1세, 야코포 피치니노, 그리고 우르비노의 왕 페데리코 다 몬테펠트로 2세 같은 독재자들의 지배를 받았다. 도시는 1348년 흑사병의 창궐로 깊은 침체에 빠졌다.
도시는 교황 비오 2세(1458–1464) 시기에 다시 교황의 관할구역이 되었다.

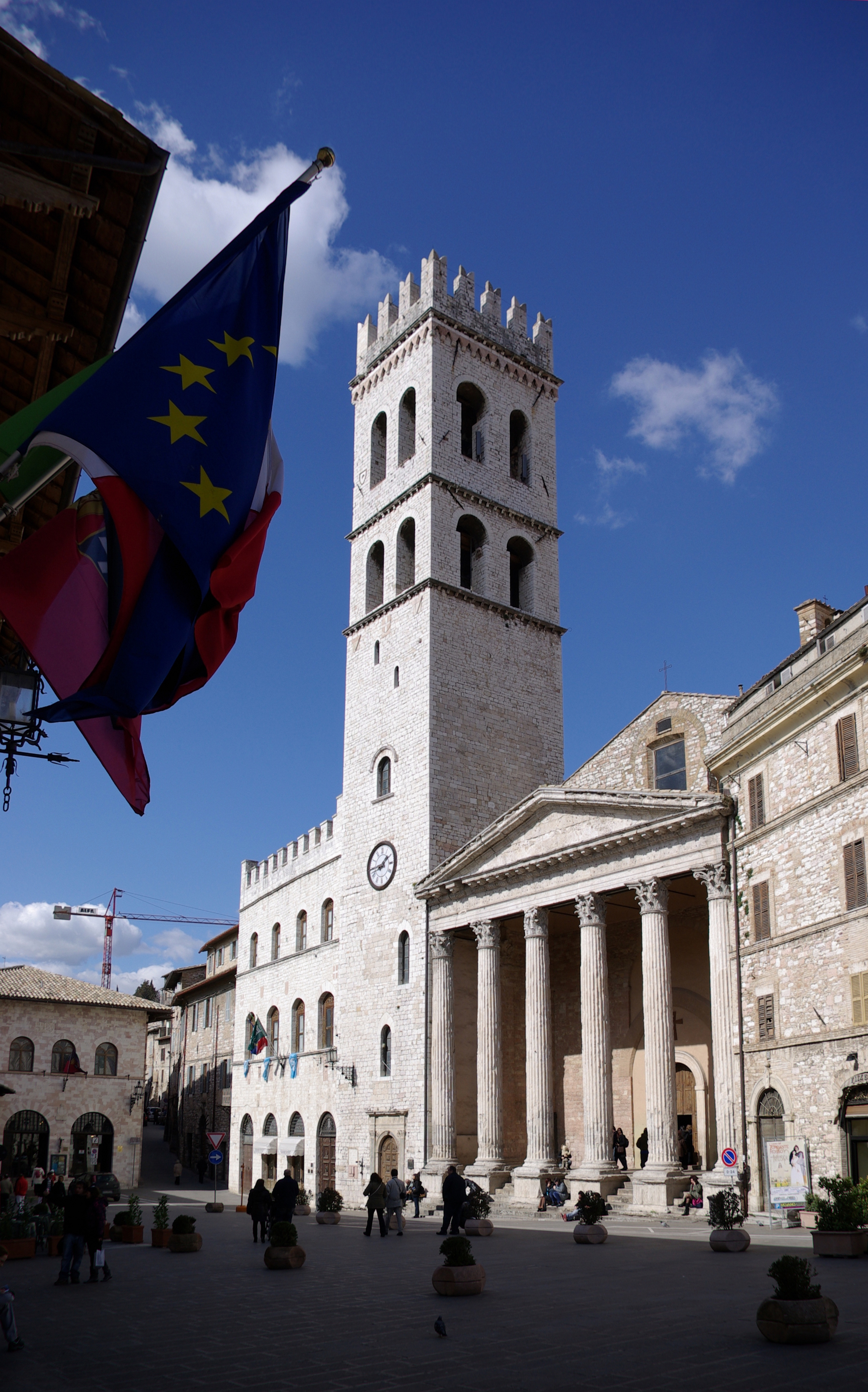
피아자 델 코무네에 있는 미네르바 신전.

1569년에 산타 마리아 델리 안젤리 바실리카의 건설이 시작되었다. 르네상스와 그 이후 몇세기 기간 동안은 평화로웠기에 계속해서 발전하였다.
오늘날에 순례지가 많은 아시시는 이곳 출생자인 성 프란체스코와 관련된 전설이 있다. 프란체스코는 프란체스코회를 설립하였고 시에나의 가타리나와 함께 이탈리아의 수호 성인으로서 칭송받는다. 그는 "순수한 사랑"으로 많은 신자들, 심지어는 비기독교 신자들 사이에서도 기억되고 있다(새 무리에게 한 그의 설교는 그의 삶에 있는 전설중 하나이다).
아시시는 1997년 9월 움브리아 지역에 발생한 엄청난 규모의 지진을 두 차례 겪었다. 눈에 뛸만큼 회복하였지만, 여전히 그때의 잔해들이 남아있다. 많은 역사적 지역에 강력한 피해가 야기되었지만, 산 프란체스코 바실리카 같은 주요한 관광지는 2년 후에 다시 관람객 방문을 재개하였다.

## 주요 볼거리
유네스코는 2000년에 아시시의 프란치스코회 건물들을 세계유산으로 지정하였다.

### 성당
- 산 프란체스코 대성당
- 산타 마리아 마조레 성당
- 산 루피노 대성당
- 산 키아라 성당
- 산타 마리아 데글리 안젤리 성당
- 코무네 광장 (Piazza del Comune)
- 키에사 누오바
- 산토 스타페노 성당
- 에레모 델레 카르체리
- 로카 마조레 (Rocca Maggiore)

## 성인
아시시는 몇몇 성인(聖人)들의 고향이기도 하다.
- 아시시의 아녜스 (아시시의 클라라 성녀의 동생이다.)
- 아시시의 클라라
- 아시시의 프란치스코
- 고통의 성모 가브리엘
- 아시시의 루피누스
- 아시시의 비탈리스
- 아시시의 실베스터

## 교통
1866년에 생긴 아시시 철도역은 피렌체와 로마를 잇는 폴리뇨-테론톨라 철도의 일부이다. 역은 도시 중심부에서 남서쪽 5km 떨어진 프라치오네인 산타 마리아 델리 안젤리에 있는 피아자 단테 알리기에리에 위치해 있다.

## 자매 도시
- 팔레스타인 베들레헴
- 미국 샌프란시스코
- 스페인 산티아고데콤포스텔라
- 폴란드 바도비체
- 이탈리아 몬테산탄젤로